# راسموس ليند
راسموس ليند (8 أبريل 1983 في الدنمارك - ) (بالدنماركية: Rasmus Lind)‏ هو لاعب كرة يد دانمركي. لعب مع Ribe-Esbjerg HH ‏.